# جون بينيت (لاعب هوكي جليد)
جون بينيت (بالإنجليزية: John Bennett)‏ هو لاعب هوكي جليد أمريكي، ولد في 19 يناير 1950 في كرانستون في الولايات المتحدة.

## وصلات خارجية
- جون بينيت على موقع HockeyDB.com (الإنجليزية)
- جون بينيت على موقع Hockey-Reference.com (الإنجليزية)